# Èze

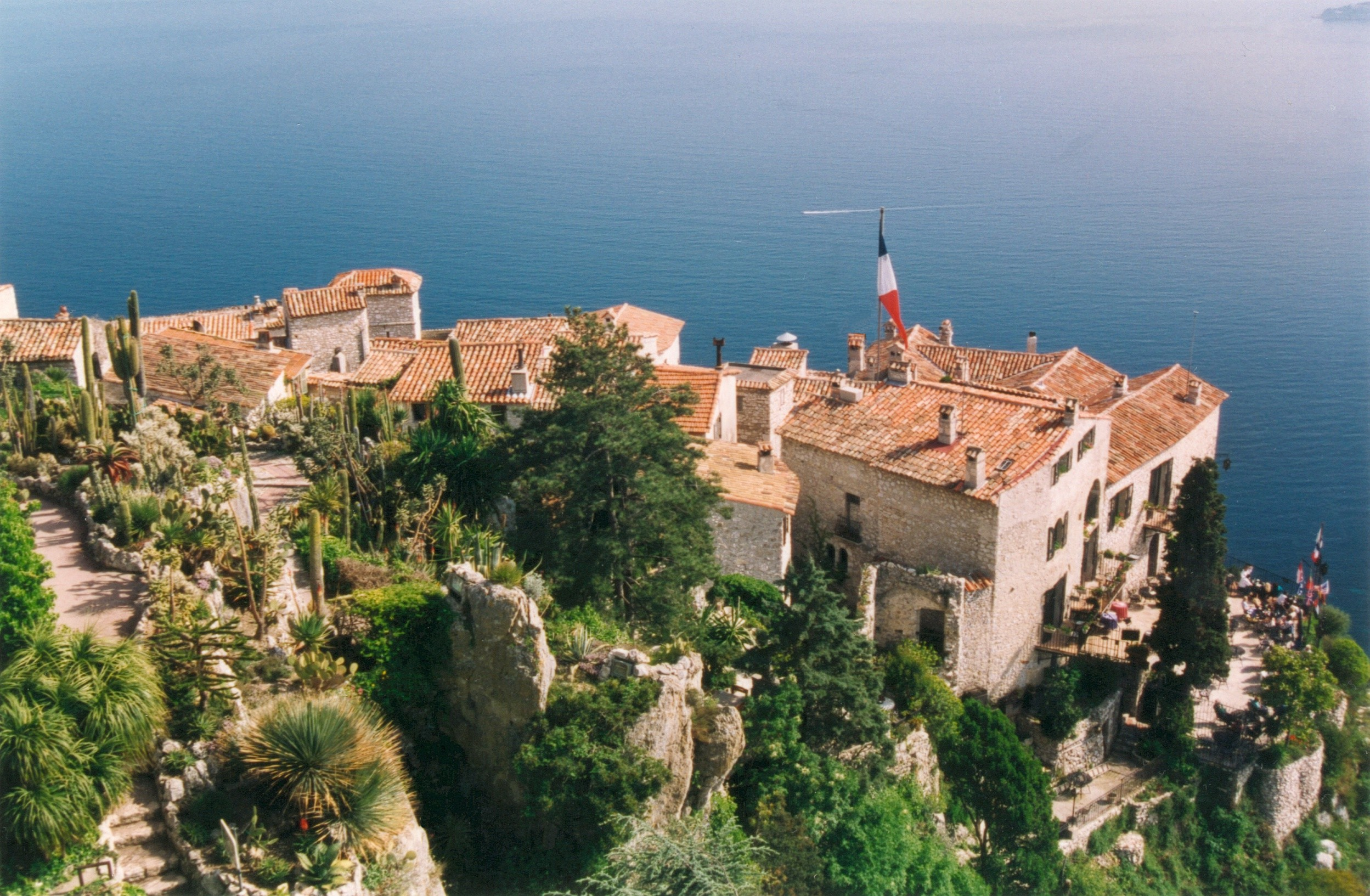
Blick auf den botanischen Garten von Èze

Èze [ɛːz] (okzitanisch Esa, italienisch Eza) ist eine französische Gemeinde mit 2.155 Einwohnern (Stand 1. Januar 2022) an der Mittelmeerküste (Côte d’Azur) im Département Alpes-Maritimes in der Region Provence-Alpes-Côte d’Azur. Èze gehört zum Gemeindeverband Métropole Nice Côte d’Azur.
Èze liegt an der französischen Riviera zwischen Nizza und dem Fürstentum Monaco. Sie liegt an einem steilen Küstenabschnitt und erstreckt sich von Èze-sur-Mer auf Meereshöhe über den malerischen Gemeindeteil Èze Village (430 m) bis auf etwa 700 m Höhe.

## Bevölkerungsentwicklung
| Jahr      | 1962  | 1968  | 1975  | 1982  | 1990  | 1999  | 2006  | 2016  |
| --------- | ----- | ----- | ----- | ----- | ----- | ----- | ----- | ----- |
| Einwohner | 1.494 | 1.792 | 1.860 | 2.063 | 2.446 | 2.509 | 2.932 | 2.252 |

## Ortsteile

### Èze Village
An der Mittleren Corniche (Küstenstraße) befindet sich Èze Village (430 m), mit seinen schmalen, autofreien, mittelalterlichen Gassen. Vom Sukkulentengarten aus bietet sich ein spektakulärer Blick auf die Steilküste und das Mittelmeer. Hier dichtete Friedrich Nietzsche nach eigenen Angaben im Winter 1883/84 einen Teil seines epochalen Werks Also sprach Zarathustra. Daran erinnert der Wanderweg Sentier-Friedrich Nietzsche, den der Philosoph bei seinem Aufenthalt öfter gegangen ist und den er aufgrund seiner landschaftlichen Schönheit in seinen Briefen wiederholt preist. Eine Gedenktafel am Ortseingang weist auf den Philosophen hin.
Heute ist der mittelalterliche Ort, wie die gesamte Côte d’Azur, stark vom Tourismus geprägt. Durch zwei Luxushotels, viele Boutiquen und den Bustourismus ist ein Teil der Ursprünglichkeit des Ortes verloren gegangen. Die Parfümerien von Grasse (Fragonard, Galimard) unterhalten hier Zweigstellen.
Einmal im Jahr findet Èze d’Antan statt: das mittelalterliche Èze. Stände mit mittelalterlicher Handwerkskunst, Ausschank von Met, ein Großteil der ortsansässigen Händler in Kostümen der Zeit und allerlei Darbietungen versetzen den Besucher um Jahrhunderte zurück.
Am Col d’Èze fand eine Bergwertung der zweiten Etappe der Tour de France 2020 statt.

### Èze-Bord-de-Mer (Èze-sur-Mer)
An der Küste liegt der kleine Badeort Èze-Bord-de-Mer (eigentlich Èze-sur-Mer), Teil der Gemeinde Èze, der durch die Bahnstrecke Marseille–Ventimiglia gut von Monaco und Nizza zu erreichen ist.
Vom Bahnhof Èze-sur-Mer ist Èze Village per Bus in wenigen Minuten erreichbar.
Durch seine Lage in einer von steilen Felsen geschützten Bucht herrscht hier sommers wie winters ein angenehmes Mikroklima. Durch die Hanglage weht im Sommer stets eine sanfte Brise und im Winter ist es fünf bis sechs Grad Celsius wärmer als in den Nachbarorten. Von hier führt der Sentier-Friedrich Nietzsche hinauf nach Èze Village.

### St. Laurent d’Èze
Richtung Cap-d’Ail befindet sich der Ortsteil St. Laurent d’Èze und unterhalb dessen eine kleine, versteckt liegende Bucht.

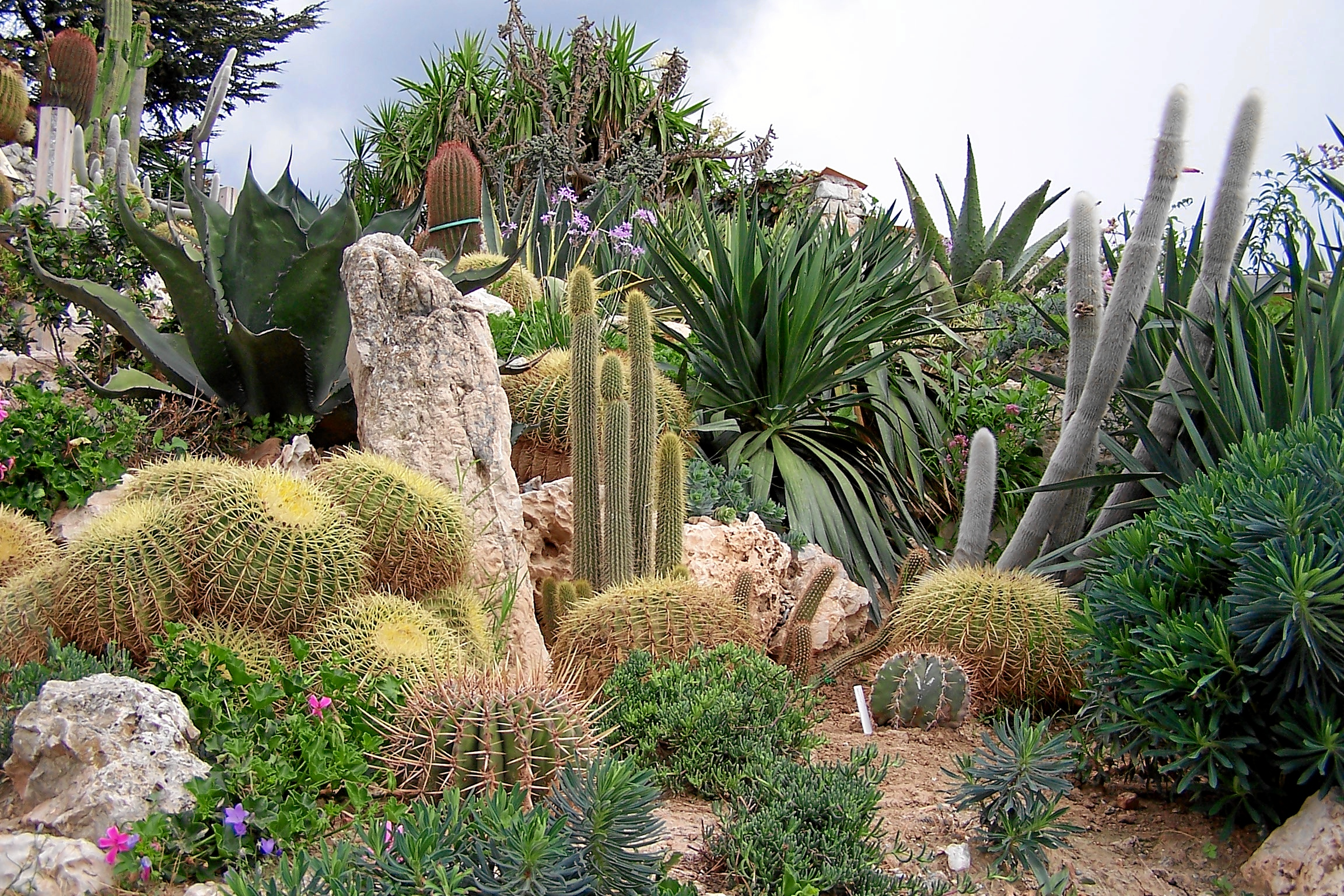
Exotischer Garten
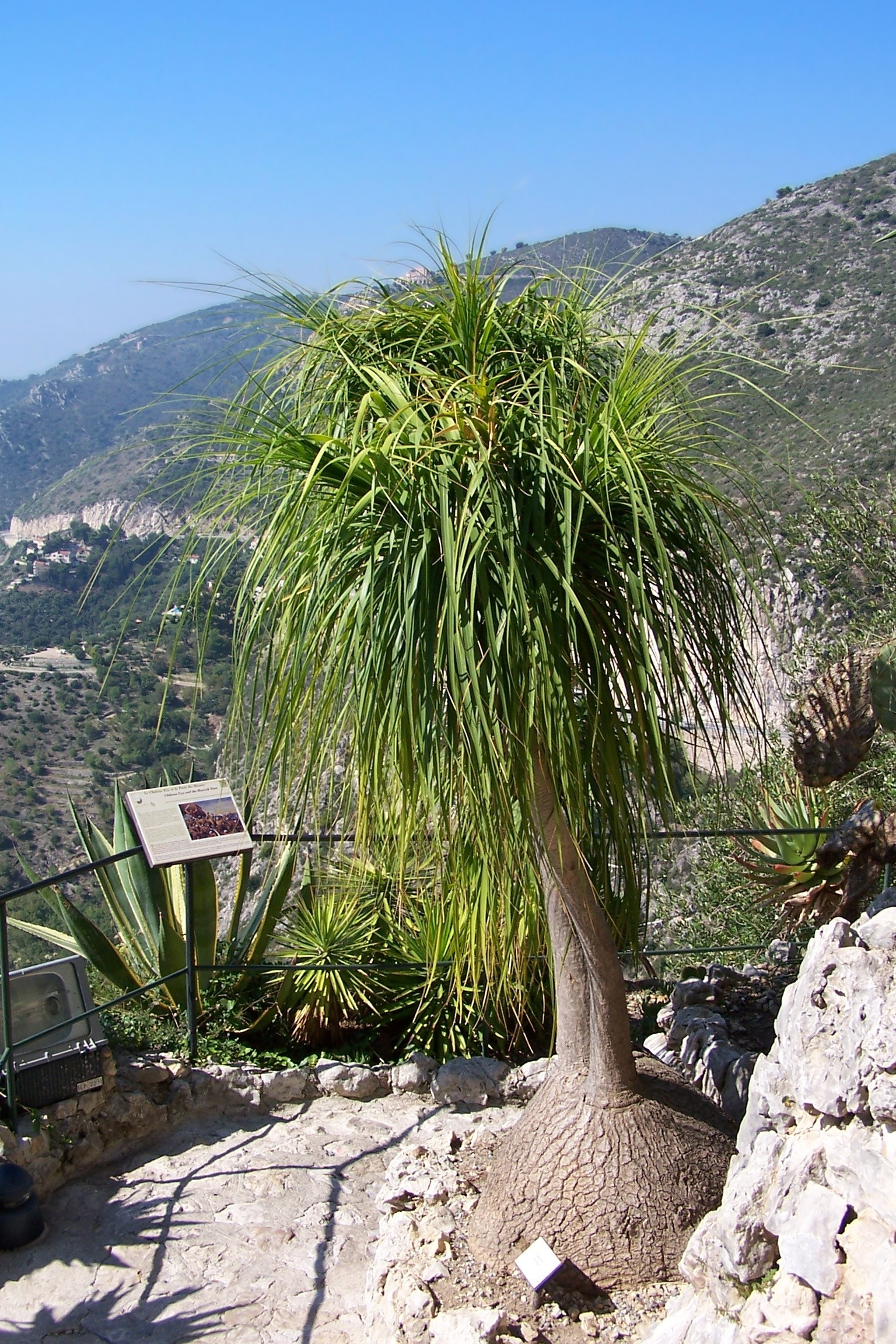
Elefantenfuß im Exotischen Garten
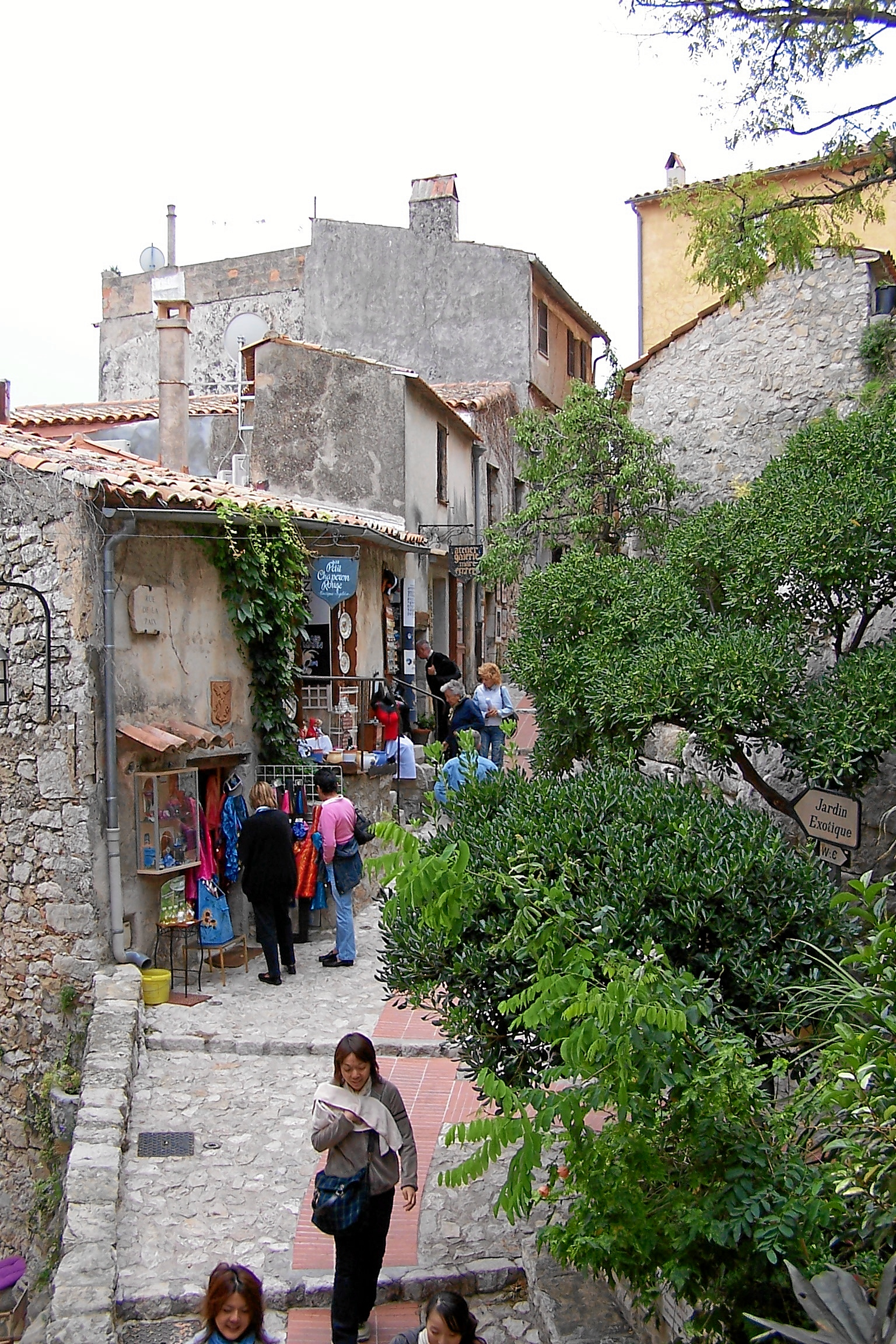
Typische Straße
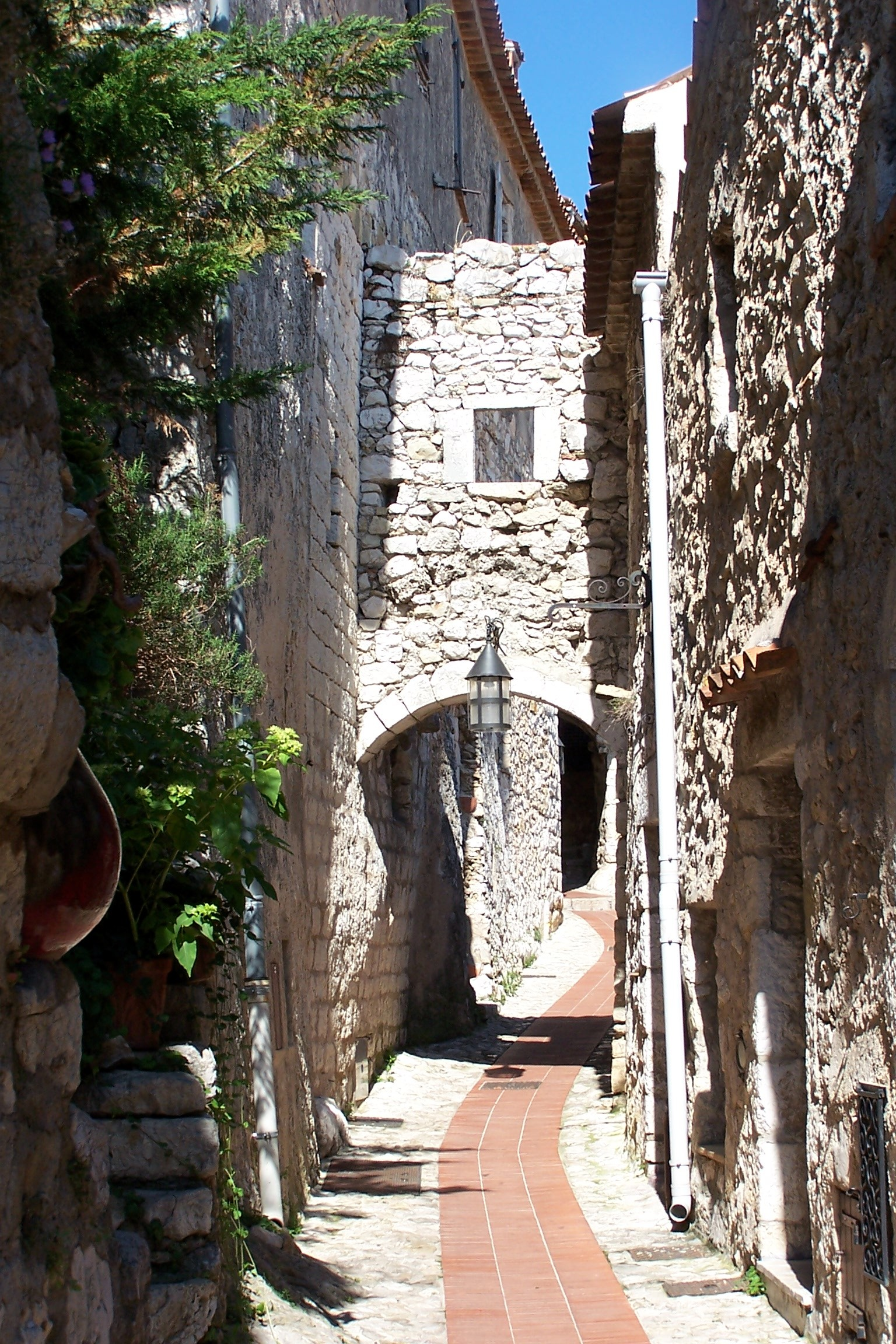
Typische Straße
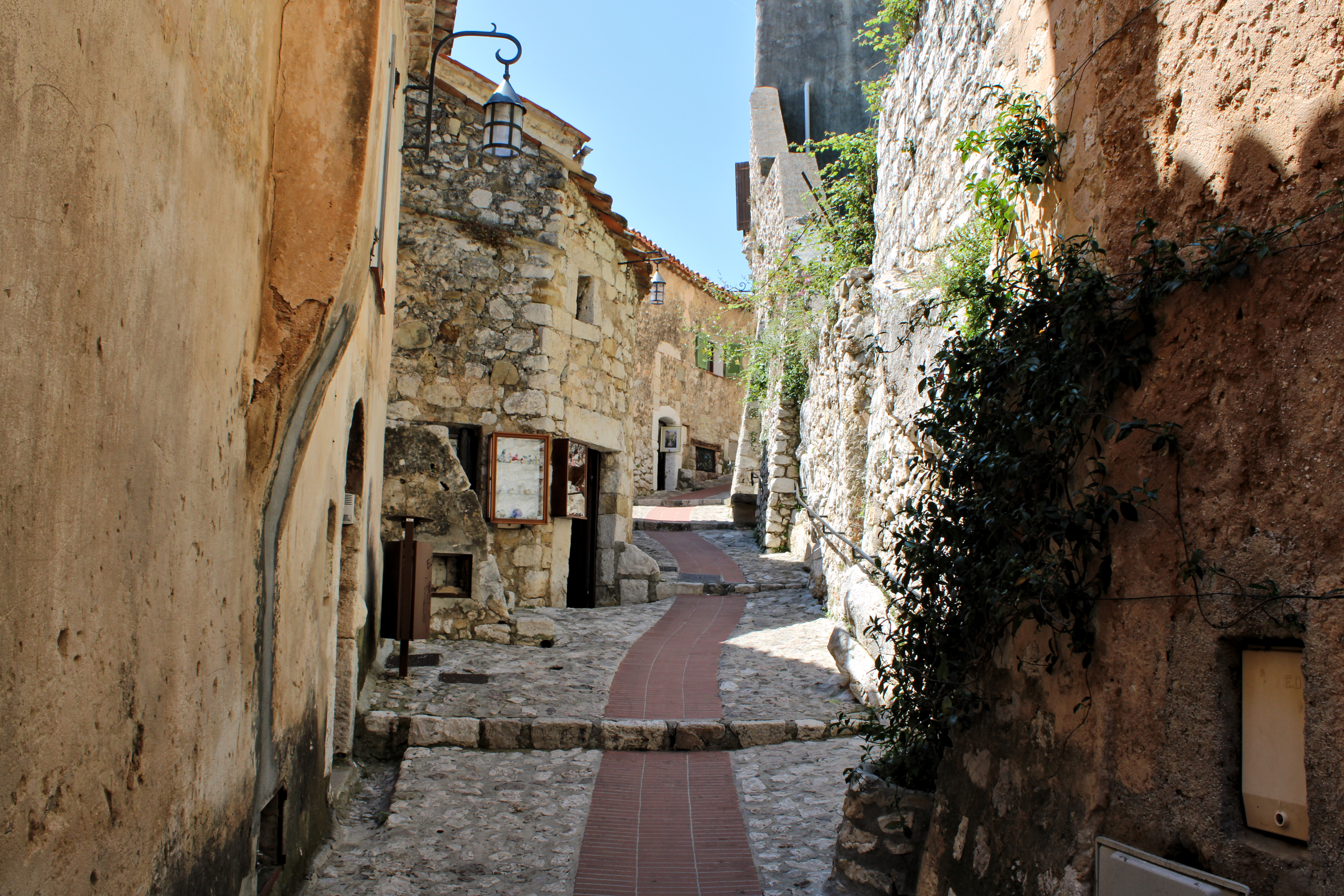
Typische Straße
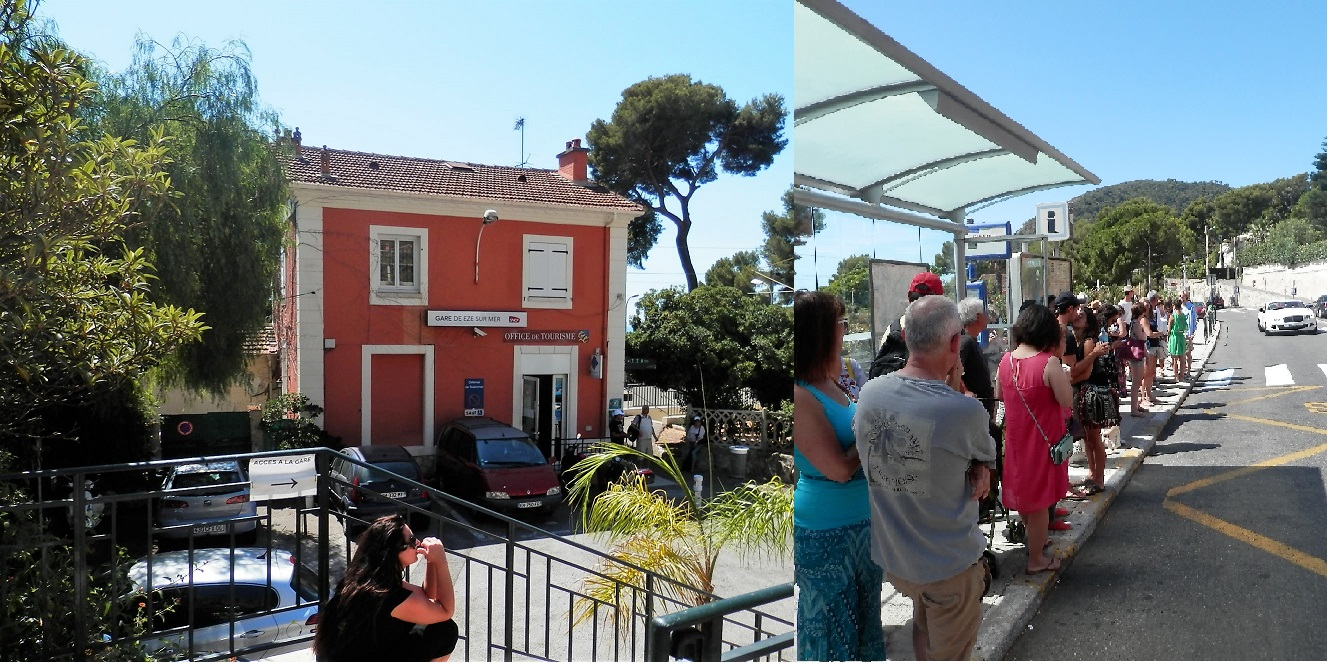
Bahnhof Èze-sur-Mer und Bushaltestelle zur Weiterfahrt nach Èze Village
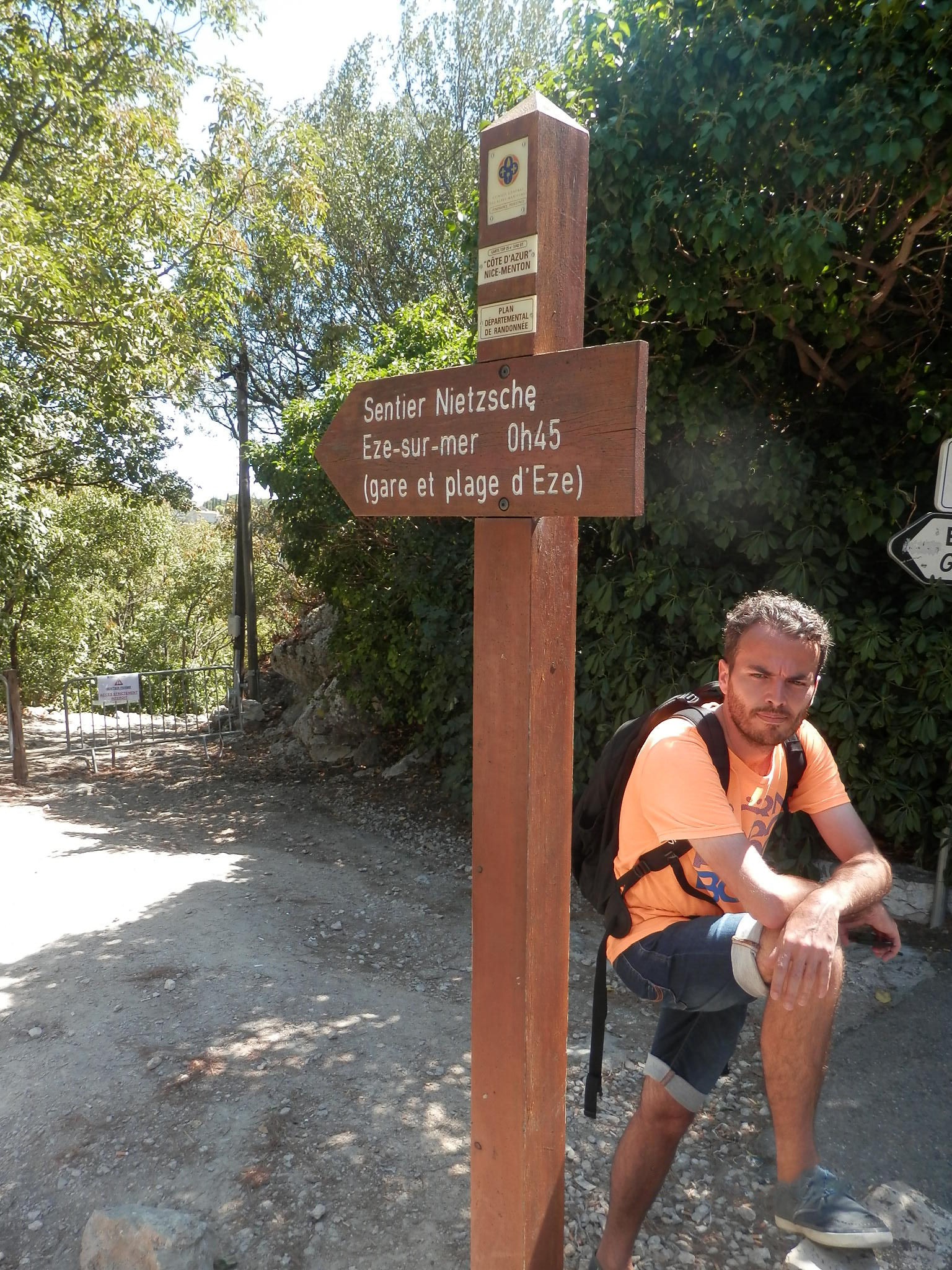
Nietzsche-Wanderweg in Èze